# Zero-rating
El zero-rating (también llamado tasa cero o tarifa cero) es una práctica de operadoras de telefonía móvil y operadores móviles virtuales para no cobrar a sus clientes finales por un volumen de datos usado por aplicaciones específicas o por servicios de internet a través de sus redes, en planes de datos y tarifas limitadas. Es decir, se exoneran ciertos datos de ser contabilizados del paquete contratado por el usuario o de acumular cargos adicionales por el exceso de uso.

## Programas existentes
Servicios de internet como Facebook, Wikipedia y Google han creado programas especiales para utilizar zero-rating como medio para proveer sus servicios ampliamente en mercados en desarrollo. El beneficio para este nuevo cliente, quién mayoritariamente tendría que confiar en redes móviles para conectarse a Internet, sería un acceso subsidiado a los servicios de estos proveedores de servicios. Los resultados de estos esfuerzos han sido mixtos, tras la adopción en un número de mercados, a veces con expectativas sobrestimadas, se percibieron carencias de beneficios para los operadores de red móvil. En Chile la Subsecretaria de Telecomunicaciones decretó que esta práctica viola las leyes de neutralidad de red, obligándola a cesar el 1 de junio de 2014.
Del mismo modo los operadores de red móvil están también habilitados para utilizar tecnología de clasificación subyacente, como lo es la inspección profunda de paquete, redirigir cargos de datos empresariales relacionados para los empleados utilizando sus tabletas o teléfonos inteligentes privados para su empleador. Esto tiene el beneficio de permitir a empleados participar en programas de Trae tu propio dispositivo (BYOD)

## Recepción e impacto
Servicios seguros de Zero-rating, caminos rápidos y datos patrocinados claramente tienen sus beneficios para usuarios de los servicios subvencionados, pero también ha sido criticado como anti-competitivo y limitador de mercados abiertos. Como muchos nuevos contenidos o servicios de internet son lanzados apuntando principalmente al uso móvil, y la ulterior adopción de conectividad global de internet (incluyendo banda ancha en áreas rurales de países desarrollados) confía fuertemente en los móviles, zero-rating ha sido considerada como una amenaza a la neutralidad de la red, la cual está típicamente disponible vía redes de telefonía fija con las tarifas de uso ilimitado o tipos fijos. La Fundación Wikimedia y Facebook han sido específicamente criticados por su programas  zero-rating, por fortalecer aún más los operadores de redes móviles predominantes y limitar los derechos del consumidor a una Internet abierta.

## Críticas

### Neutralidad de la red
El zero-rating ha sido señalado como una práctica contraria a la neutralidad de la red, ya que las operadoras la sabotean "al favorecer sus aplicaciones o las de sus propios socios al exonerar el volumen de datos – no contándolo contra la renta del volumen de datos del usuario final."

### Competitividad
El zero-rating es considerado una discriminación de precios anticompetitiva diseñada para favorecer a las aplicaciones y servicios de las operadoras (o de sus aliados) al poner a sus competidores en desventaja. Un estudio preliminar en la aplicación de la tasa cero a Twitter en Sudáfrica incrementó significativamente el uso de la plataforma durante la vigencia de la promoción; la misma investigación indicó un aumento mayor con una promoción similar aplicada a WhatsApp.